# Фелисьен Марсо
Фелисьен Марсо (фр. Félicien Marceau), настоящие имя и фамилия Луи Карет (фр. Louis Carette; 16 сентября 1913, Кортенберг, Бельгия — 7 марта 2012, Париж, Франция) — французский писатель, драматург, сценарист, эссеист, публицист бельгийского происхождения. Член Французской академии (кресло 21 (1975—2012). Лауреат Гонкуровской премии за 1969 год.

## Биография
Окончил коллеж в Лёвене, затем Лёвенский католический университет.
С 1936 по 1937 год работал на радиостанции Radio Diffusion Belge компании RTBF, затем до 1942 года во время оккупации Бельгии войсками вермахта был директором отдела новостей. В своих репортажах сообщал о бомбардировках союзниками районов бельгийской столицы, выражал сочувствие к жертвам. Вынужден был уйти в отставку. Позже занялся литературным творчеством.
Жил в Италии, работал библиотекарем Ватиканской апостольской библиотеки. Находясь в Италии, был заочно приговорён в 1946 году к 15-ти годам принудительных работ и лишён бельгийского гражданства.
Позже отправился во Францию. Генерал де Голль предоставил ему французское гражданство.
Сотрудничал с журналами Arts и La Parisienne. Стал пользоваться псевдонимом Фелисьен Марсо (Félicien Marceau).
В начале 1950-х гг. обратился к драматургии. Был близок к французскому литературному движению гусаров (Hussards), противников экзистенциализма. 
В 1974 году Гуджи создал для Фелисьена Марсо шпагу академика; в 1975-м он был избран членом Французской академии.
Наиболее известная пьеса Ф. Марсо «Яйцо» (1956, театр «Ателье») раскрывает причины успеха ничтожного чиновника-обывателя в современном буржуазном обществе и содержит элементы социальной сатиры, но в ней утверждается циничное отношение к жизни. В ещё большей степени проникнута цинизмом пьеса «Душегуб» (1960, театр «Ренессанс») о «забавах» императора Нерона.
Герои пьес Ф. Марсо — ловкие карьеристы, бессовестные дельцы и одновременно — злобные ничтожества, мстительные авантюристы.
Своей драматургией Ф. Марсо возрождал интерес к патологическим, низменным свойствам людей, характерным для декадентского искусства.
Умер в 2012 году, похоронен на Старом кладбище Нейи-сюр-Сен в О-де-Сен.

## Бельгийский период
- «Cadavre exquis» (роман, 1942)
- «Le Péché de Complication» (роман, 1942)
- «Naissance de Minerve» (эссе, 1943)
- «Les Pacifiques» (роман, 1943)

## Французский период
- «Chasseneuil» (1948)
- «Capri petite île» (1951)
- «Chair et cuir» (1951)
- «L’Homme du roi» (1952)
- «Bergère légère» (1953)
- «Les Élans du cœur» (1953)
- «Creezy» (1969)
- «Le Corps de mon ennemi» (1975)

## Пьесы
- «Катерина» (1954, театр «Ателье»)
- «Хорош суп» (1958, театр «Жимназ»)
- «Смерть Нерона» (1960, театр Théâtre II)
- «Булыжники» (1962, театр «Ателье»)

## Сценарии
- «Три вора» (1954)
- «Француженка и любовь» (1960)
- «Семь смертных грехов» (1962)
- «Три девушки в Париже» (1963)
- «Хороший суп» (1964)
- «Provinces» (ТВ, 1968)
- «Яйцо» (1972)
- «Раса господ» (1974)
- «Труп моего врага» (1976)
- «Моцарт» (мини-сериал, 1982)

## Награды
- Командор Ордена Почётного легиона
- Командор Ордена Искусств и литературы
- Офицер Ордена «За заслуги»
- Prix Pellman (1954)
- Prix de soutien à la création littéraire de la Fondation Del Duca (1955)
- Премия Интералье (1955)
- Гонкуровская премия (1969)
- Prix Prince-Pierre-de-Monaco (1974)
- Большая премия Жана Жионо (1993)